# Adobe Creative Cloud
Adobe Creative Cloud is een reeks softwarepakketten van Adobe Systems dat wordt aangeboden als Software as a Service, en wordt gehost op het Microsoft Azure cloudplatform.
Creative Cloud geeft gebruikers toegang tot een softwarecollectie ontwikkeld door Adobe voor grafisch ontwerp, videobewerking, webontwikkeling, fotografie, audiobewerking, en services voor de cloud. In Creative Cloud wordt via een maandelijkse of jaarlijkse abonnementsdienst een service verleend over het internet.
Software van Creative Cloud wordt gedownload vanaf het internet op een lokale computer, en kan worden gebruikt zolang het abonnement geldig is. Online updates en meertalige ondersteuning zijn inbegrepen. Voorheen bood Adobe een oneindige softwarelicentie aan.

## Geschiedenis
Adobe kondigde Creative Cloud voor het eerst aan in oktober 2011. Een nieuwe versie van Creative Suite kwam uit in 2012. Op 6 mei 2013 kondigde Adobe aan dat er geen nieuwe versies van Creative Suite zouden uitkomen, en dat toekomstige versies van de software uitsluitend beschikbaar kwamen via Creative Cloud. De eerste versies voor Creative Cloud kwamen uit op 17 juni 2013.
Op 8 mei 2019 maakte Adobe in een bericht op haar website bekend dat gebruikers niet langer oudere versies van de Creative Cloud-software kunnen gebruiken. Het gaat daarbij om Photoshop, Première Pro en Lightroom.

## Nieuwe mogelijkheden
In juni 2014 kondigde het bedrijf 14 nieuwe versies aan van de Creative Cloud-applicaties, daarnaast ook vier nieuwe mobiele applicaties. De Adobe Creative Cloud heeft veel weg van de functies van Adobe Creative Suite en introduceert nieuwe mogelijkheden, zoals direct beschikbare upgrades, opslaan in de cloud, en makkelijker documenten delen.

## Lijst met programma's
De Creative Cloud bevat de volgende toepassingen:
- Adobe Acrobat
- Adobe After Effects
- Adobe Animate
- Adobe Audition
- Adobe Bridge
- Character Animator
- Adobe Dreamweaver
- Adobe Illustrator
- Adobe InCopy
- Adobe InDesign
- Adobe Muse
- Adobe Photoshop
- Adobe Photoshop Lightroom
- Adobe Premiere Pro

### Mobiele apps
Het aanbod van mobiele applicaties bestaat uit:
- Adobe Capture CC
- Adobe Illustrator Draw
- Adobe Photoshop Sketch
- Adobe Comp CC
- Adobe Preview CC
- Adobe Premiere Clip
- Adobe Lightroom for mobile
- Adobe Photoshop Mix
- Adobe Photoshop Fix

## Kritiek
Adobe verschuift met Creative Cloud naar een Software as a Service-model, waarbij gebruikers betalen voor een maandelijks abonnement om de software te kunnen gebruiken. Dit gebruiksmodel van het huren van software riep bij veel klanten negatieve reacties op. Nadat een gebruiker zijn abonnement stopt kan deze de gemaakte bestanden in het Adobe-bestandsformaat niet meer openen.
Ook was er kritiek op de gebrekkige werking en tekortkoming van de cloud-opslag. Gebruikers uitten tevens hun zorgen over het verplicht upgraden naar nieuwe hardware wanneer Adobe ondersteuning zou stopzetten voor bepaalde hardware.
In mei 2014 was de dienst een dag niet beschikbaar vanwege inlogproblemen. Adobe bood haar excuus aan, maar bood aanvankelijk geen compensatie. Korte tijd later zou Adobe compensatie bekijken per afzonderlijk geval. Uitval van de dienst werd hevig bekritiseerd.